# Свято хризантем
Свято хризантем одне  із «ґосекку» відзначався 9 числа 9-го місяця. Перший ієрогліф у цьому слові означає «накладати одне на інше», що символічно передають дві дев'ятки, другий — життя, світло, активний початок. У Китаї, звідки прийшло свято, число три вважалося ідеальним, а дев'ятка в якій воно повторюється тричі священною. Дві дев'ятки поспіль символізували довголіття. Дев'ятий місяць місячного календаря називали місяцем хризантем, оскільки форма цієї квітки, яка в цей час цвіла, нагадувала за формою сонце. Стародавня китайська назва хризантеми, означала «духовна енергія сонця».
Перша згадка про свято хризантем зустрічається в «Ніхон сьокі» 685 р. Крім китайської традиції пити вино з пелюстками хризантем і носити на тілі мішечок з морським огірком «гумібукуру», в Японії в цей день влаштовували в палаці святкування і здійснювали церемонію для забезпечення довголіття і запобігання нещасливим випадкам. Квіти хризантеми загортали в шматок бавовняної матерії. Після того, як вона просочилася їх ароматом, обтирали нею тіло. В цей же день, після закінчення сільськогосподарських робіт, у різних районах країни проводилися свята врожаю, які називалися «окунті», одночасно збирали каштани і їли їх зі звареним рисом.

## Культ хризантем
Серед живих квітів, які найбільше зустрічаються в Японії, потрібно виділити насамперед хризантему. Вони бувають літні, осінні і зимові. Хризантеми є традиційними квітами Японії і прикрашають державну емблему Японії. Розводиться хризантема в Японії в основному для декоративних цілей. Хризантема як ніяка інша квітка, є джерелом натхнення для японських живописців, які створюють неймовірні полотна з зображеннями цих квітів. В японській поезії існує безліч творів, які присвячені квітам хризантеми. На відміну від європейських країн, в Японії культивуються не тільки осінні хризантеми, а також і літні. Японські квіткарі намагаються висаджувати хризантеми різних сортів так, щоб їхнє цвітіння не співпадало і продовжувалося безкінечною чередою; коли відцвітають одні хризантеми, зацвітають інші. В великих містах влаштовуються виставки хризантем. Найбільшої сили і яскравості набуває цвітіння в вересні місяці. За літературними джерелами хризантеми були завезені в Європу в XVII столітті, а в Японії вони вирощуються з VII століття. Лише лотос та бамбук можуть створювати конкуренцію з хризантемою в популярності. Хризантеми на Далекому сході це не тільки декоративні рослини, їх пелюстки додають також до ароматних сортів чаю, з них роблять лікери і вина. Дев'ятий місяць японського календаря, що відповідає українському жовтню, називався «хризантемовим місяцем», а дев'яте число дев'ятого місяця — «святом хризантем».
В великих містах влаштовуються виставки хризантем. А в імператорському палаці - на великих просторах палацового "о-нива", який тут зветься "гьо-ен" - "парк", восени, в сезон цвітіння хризантем, влаштовують пишні святкування. Греки називають хризантему золотоцвітом.